# Universal (Borknagar)
Universal è l'ottavo album in studio della band norvegese Borknagar, pubblicato il 22 febbraio 2010 dall'etichetta Indie Recordings. L'album ha visto in ritorno in formazione del bassista Tyr e del chitarrista Jens Ryland e la partecipazione dell'ex cantante della band ICS Vortex, che ha collaborato per la canzone My Domain.

## Tracce
1. Havoc - 6:42 (Oystein G. Brun)
2. Reason - 6:55 (Oystein G. Brun, Lars Nedland)
3. The Stir of Seasons - 4:01 (Oystein G. Brun)
4. For a Thousand Years to Come - 6:46 (Oystein G. Brun)
5. Abrasion Tide - 7:14 (Oystein G. Brun, Vintersorg)
6. Fleshflower - 3:28(Lars Nedland)
7. Worldwide - 6:59 (Oystein G. Brun)
8. My Domain - 4:49 (Oystein G. Brun)

Tracce bonus
1. Coalition of the Elements - 5:42 (Oystein G. Brun)
2. Loci (instrumental) - 2:03 (Oystein G. Brun)

## Formazione
- Vintersorg – voce, cori
- Øystein G. Brun – chitarra elettrica, chitarra acustica
- Jens Ryland – chitarra elettrica
- Jan Erik Tiwaz – basso
- Lars A. Nedland – sintetizzatore, organo Hammond, voce, pianoforte, batteria su "Fleshflowers"
- David Kinkade – batteria, percussioni

### Ospiti
- ICS Vortex – voce su My Domain